# Knight Lore
Knight Lore – gra komputerowa stworzona i wydana przez Ultimate Play The Game w 1984 roku. Gra jest trzecią pozycją z serii Sabreman, zapoczątkowanej przez gry Sabre Wulf i Underwurlde. W przeciwieństwie do poprzednich gier z tej serii, korzysta z izometrycznego przedstawienia pola gry. Autorami gry są Tim Stamper i Chris Stamper. Gra została wydana w wersji na komputery ZX Spectrum, BBC Micro, Amstrad CPC, MSX, PC, NES.
Bohaterem gry jest Sabreman, człowiek obarczony klątwą, powodującą jego nocne przemiany w wilkołaka. Sabreman ma 40 dni na spenetrowanie pomieszczeń zamku Knight Lore i odnalezienie składników magicznego napoju, który ma zdjąć z bohatera klątwę.